# Chiretolpis signata
Chiretolpis signata är en fjärilsart som beskrevs av Rothschild och Jordan 1901. Chiretolpis signata ingår i släktet Chiretolpis och familjen björnspinnare. Inga underarter finns listade i Catalogue of Life.